# Murod Zukhurov
Murod Zukhurov là một thủ môn bóng đá người Uzbekistan thi đấu cho FC Bunyodkor, he was sinh ngày 23 tháng 2 năm 1983 ở Tashkent.
Zukhurov thi đấu cho Bunyodkor ở Vòng bảng Giải vô địch bóng đá các câu lạc bộ châu Á 2009.

## Thống kê sự nghiệp

### Quốc tế
| Uzbekistan | Uzbekistan | Uzbekistan |
| Năm        | Số trận    | Bàn thắng  |
| ---------- | ---------- | ---------- |
| 2013       | 2          | 0          |
| 2012       | 2          | 0          |
| Tổng       | 4          | 0          |

Thống kê chính xác đến trận đấu diễn ra ngày 10 tháng 9 năm 2013